# Бішофсцелль
Бішофсцелль (нім. Bischofszell) — місто  в Швейцарії в кантоні Тургау, округ Вайнфельден.

## Географія
Місто розташоване на відстані близько 150 км на північний схід від Берна, 27 км на схід від Фрауенфельда.
Бішофсцелль має площу 11,6 км², з яких на 18,6% дозволяється будівництво (житлове та будівництво доріг), 53,1% використовуються в сільськогосподарських цілях, 24,6% зайнято лісами, 3,7% не є продуктивними (річки, льодовики або гори).

## Демографія
2019 року в місті мешкало 5982 особи (+8,5% порівняно з 2010 роком), іноземців було 26,5%. Густота населення становила 517 осіб/км².
За віковим діапазоном населення розподілялося таким чином: 20,5% — особи молодші 20 років, 61% — особи у віці 20—64 років, 18,5% — особи у віці 65 років та старші. Було 2677 помешкань (у середньому 2,2 особи в помешканні).
Із загальної кількості 3361 працюючого 82 було зайнятих в первинному секторі, 1688 — в обробній промисловості, 1591 — в галузі послуг.